# Cmentarz żydowski w Wielowsi
Cmentarz żydowski w Wielowsi – kirkut położony ok. 600 m od wsi Wielowsi w kierunku miejscowości Wojska, otoczony polami. Cmentarz ma powierzchnię 0,3 ha. Zachowało się na nim około 200 nagrobków.

## Opis
Cmentarz żydowski w Wielowsi został założony pod koniec XVII wieku. Najstarszym nagrobkiem jest macewa Jonatana Blocha, założyciela gminy żydowskiej w Wielowsi. Jego syn Hirsz w 1749 zainicjował prace mające na celu ogrodzenie cmentarza. Według spisu sprzed 1915 najstarszym nagrobkiem na tym kirkucie była już dzisiaj nieistniejąca macewa Jitel, córki Aszyka, która zmarła w 1702. 
Z ogrodzenia zachowały się do dzisiaj jedynie słupy podtrzymujące bramę.
W obrębie cmentarza znajdują się cztery pomniki przyrody, dęby o imionach Jonatan (założyciel gminy żydowskiej w Wielowsi, Beracha (żona Jonatana), Król Dawid i Król Salomon (od Króla Dawida i Króla Salomona). Jeszcze do niedawna zarośnięty i zaniedbany cmentarz został oczyszczony i uporządkowany przez miejscowego nauczyciela historii, Grzegorza Kamińskiego, któremu pomagali uczniowie wraz z miejscową ludnością.

## Galeria

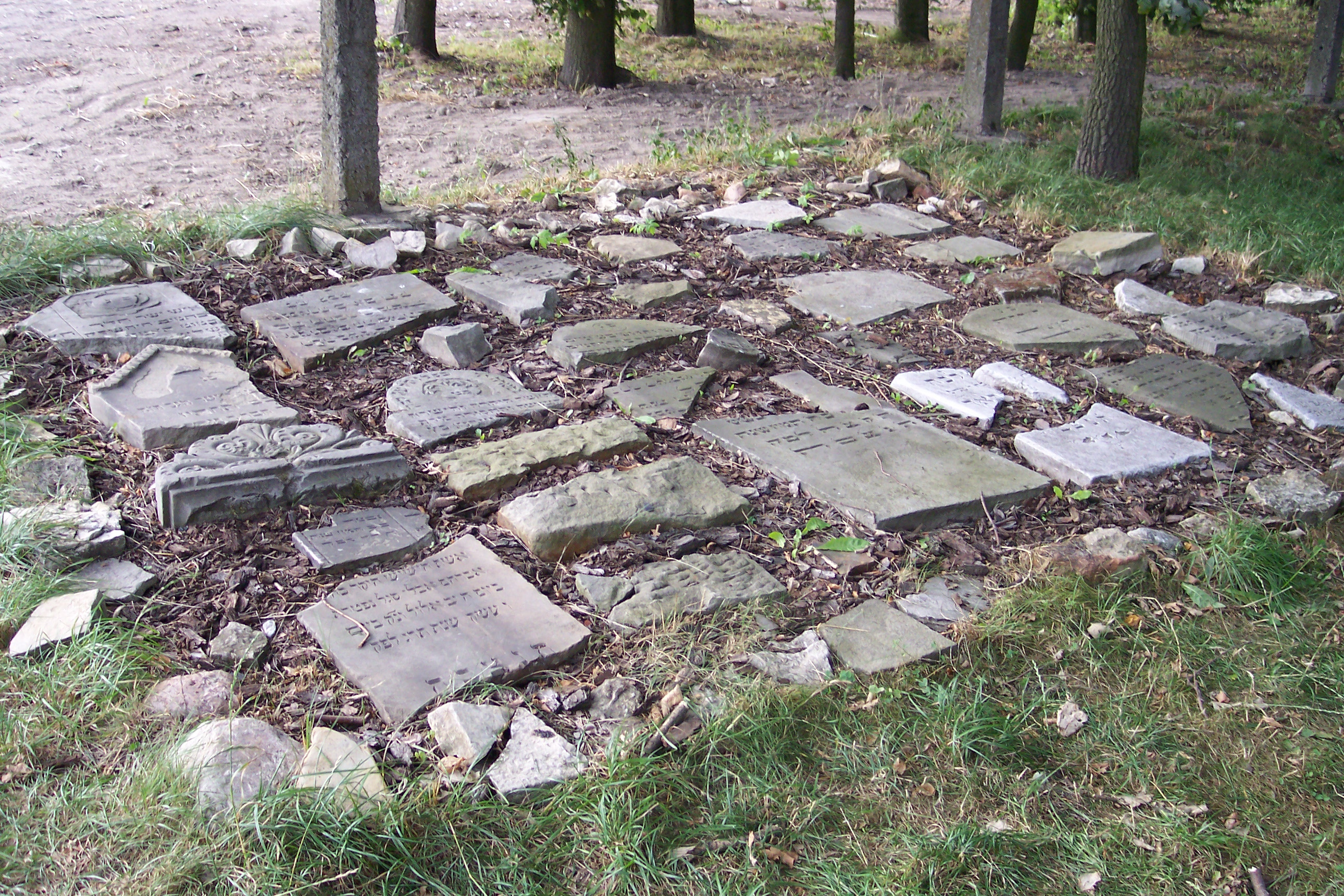
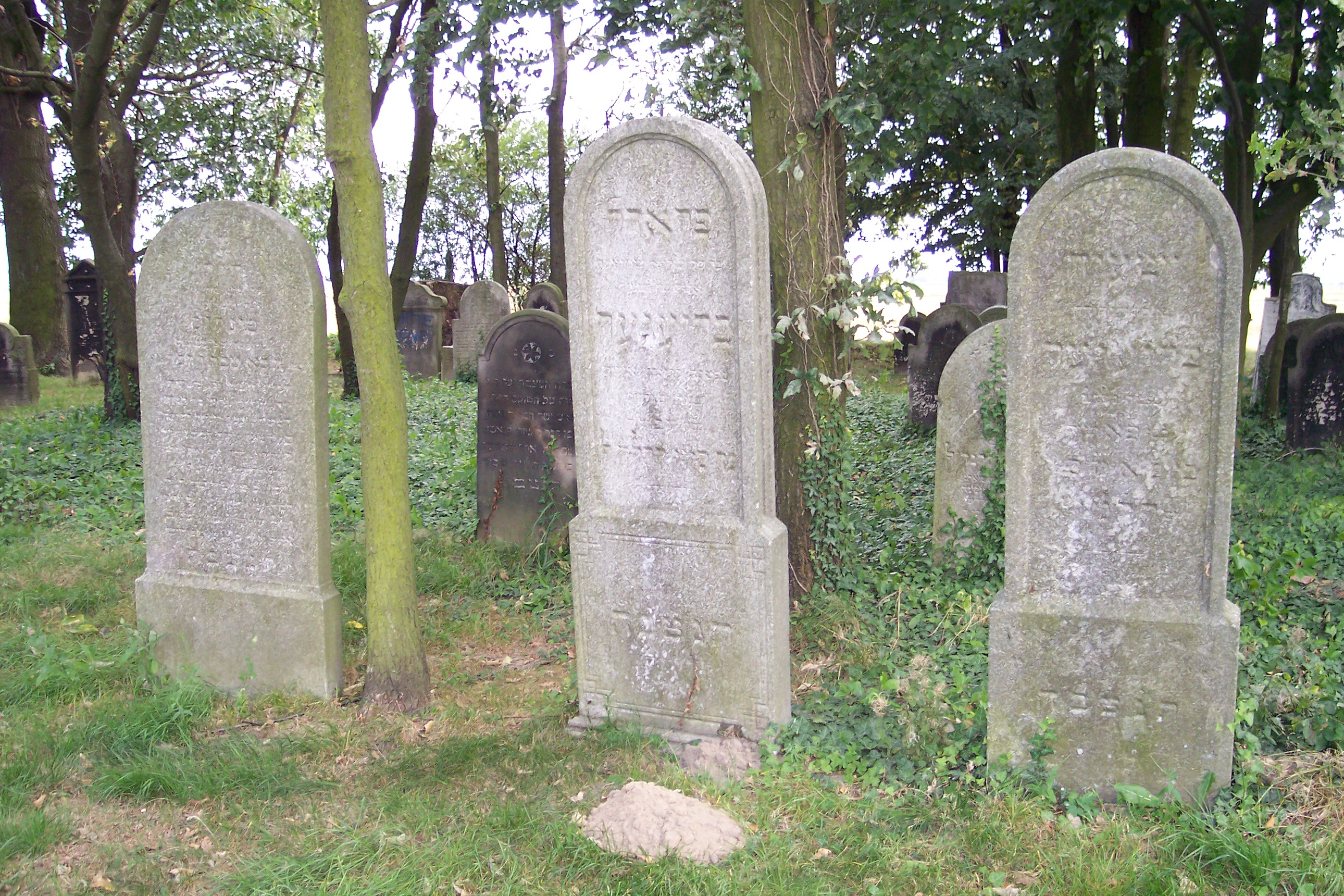
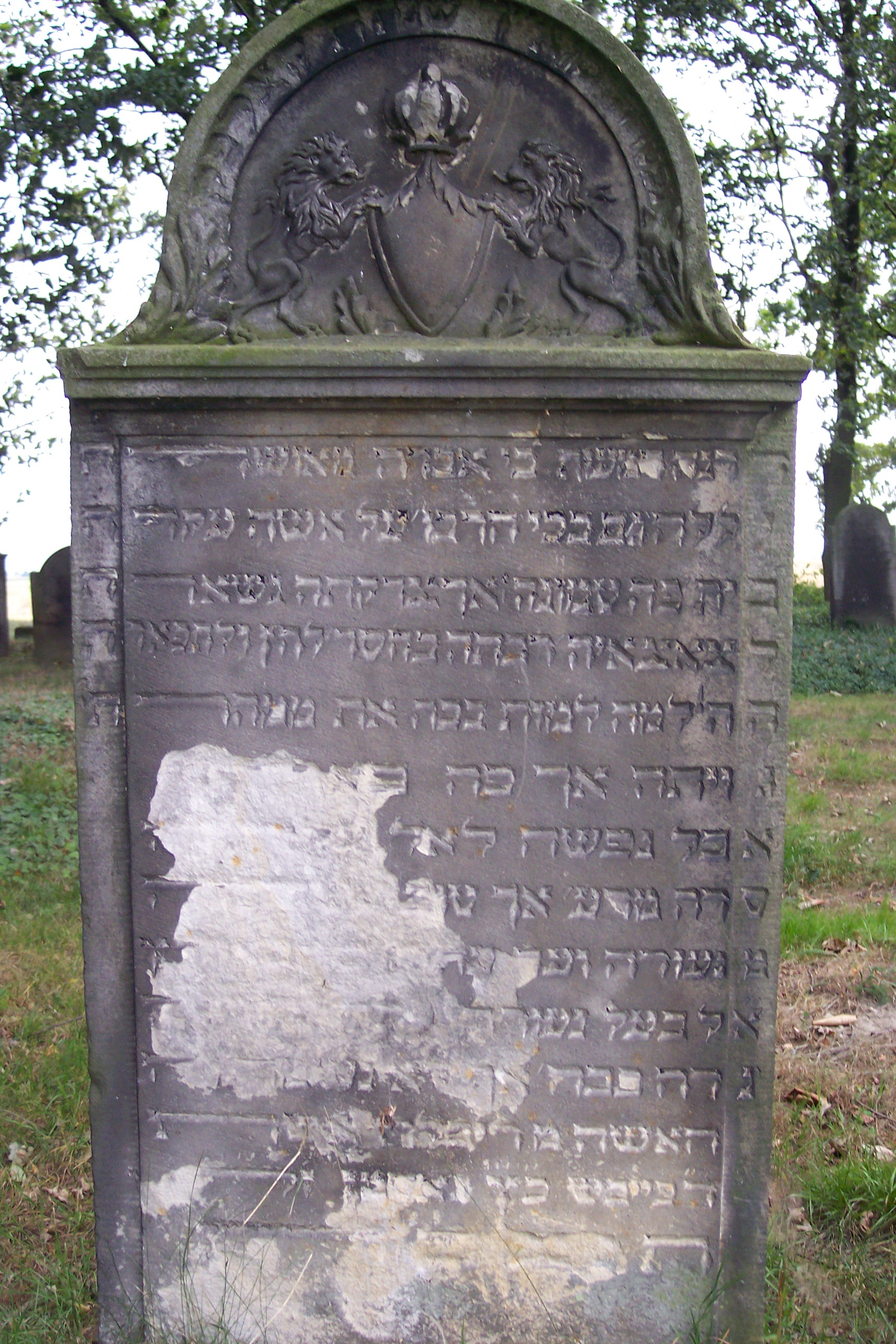
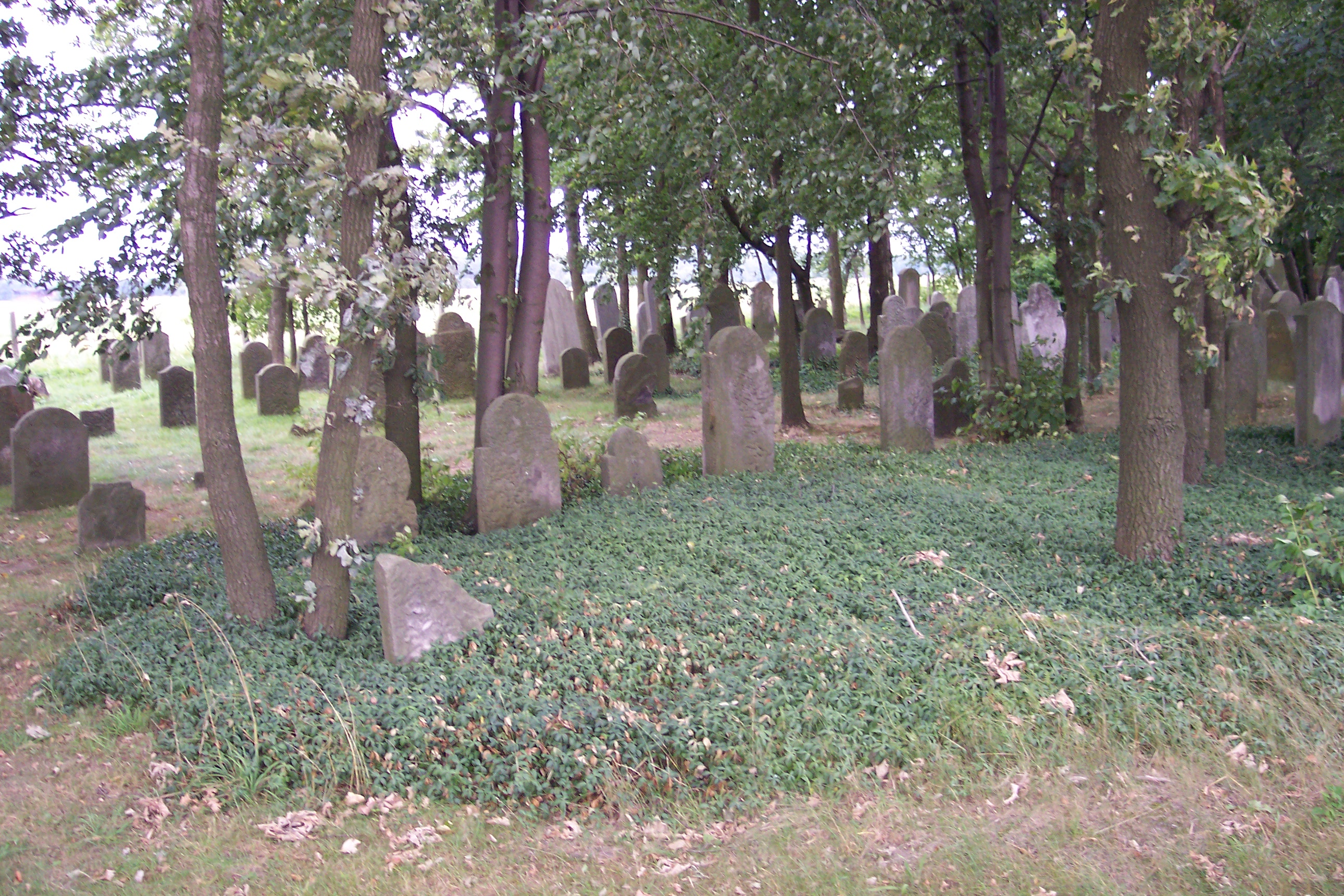